# Бегство в Египет (картина Брейгеля)
«Бегство в Египет» (англ. Flight into Egypt), «Пейзаж с Бегством в Египет» (англ. Landscape with the Flight into Egypt) — картина Питера Брейгеля Старшего, написанная в 1563 году маслом по дереву и показывающая библейское Бегство в Египет Марии и Иосифа с младенцем Иисусом. Находится в галерее Курто в Лондоне.

## Описание
Картина показывает историю спасения Святого семейства от преследования в Вифлееме, которую художник перенёс в воображаемый североевропейский пейзаж над долиной реки, окаймлённой скалистыми пиками. Драматическая обстановка усиливает религиозное повествование.
Работа представляет собой натуралистический пейзаж, в соответствии с установками основоположника фламандской пейзажной живописи Иоахима Патинира. Объект, Святое семейство, — это маленькие фигуры в воображаемом панорамном ландшафте, видимом с возвышенной точки зрения, с горами и низменностями, водой и зданиями. Этот стиль долгое время был популярен в раннем нидерландском искусстве, и особенно — со времён Патинира.

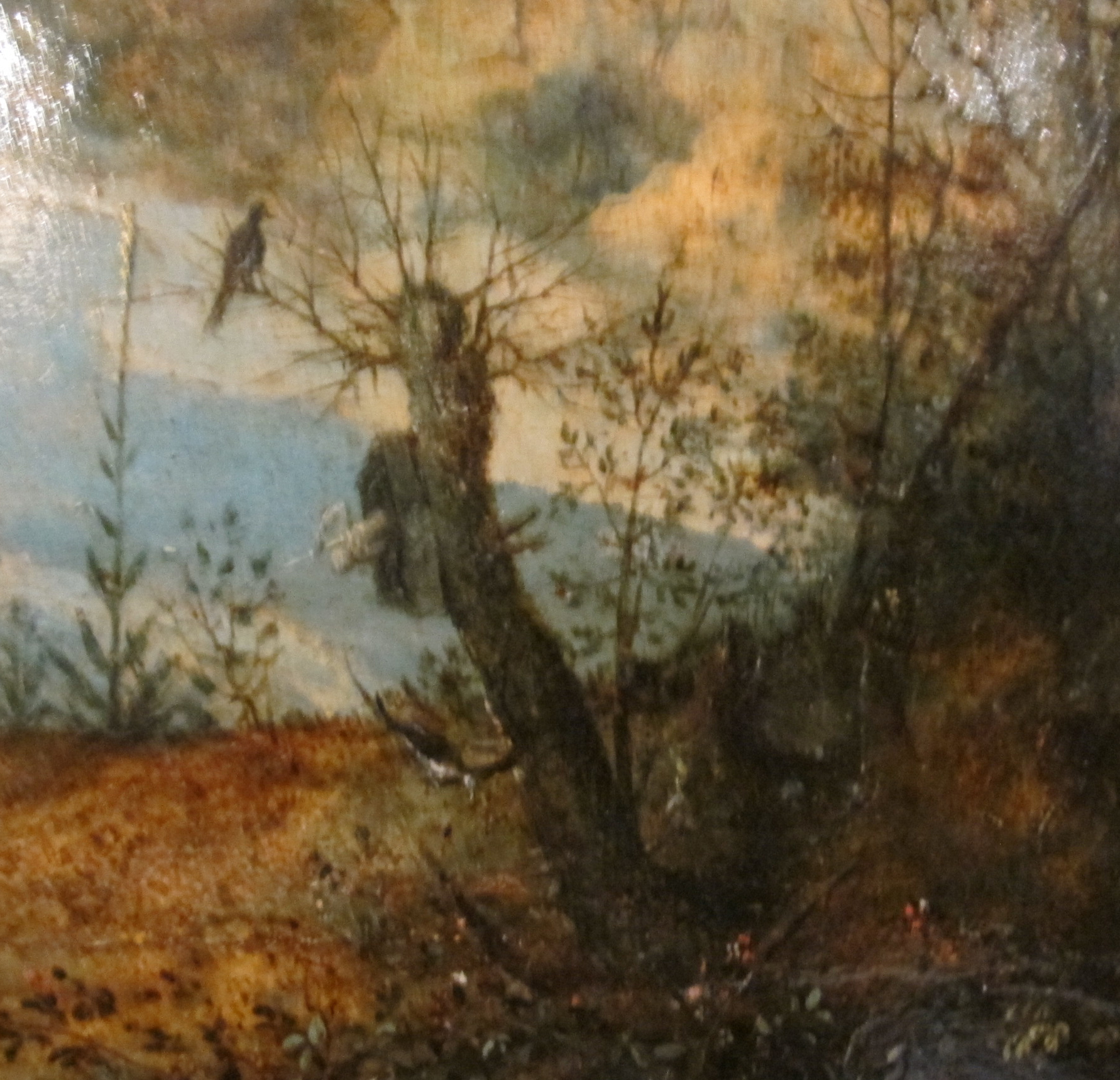
Питер Брейгель Старший, «Бегство в Египет», деталь.

Иосиф ведёт осла, на котором сидит дева Мария, держащая младенца Иисуса, плотно завёрнутого для дальней дороги; его белая голова видна на её груди. Они спускаются по склону с видом на альпийский пейзаж, с широкой речной долиной, окаймлённой холмами и горами. В картине преобладают коричневые и зелёные тона для земли, а также синие оттенки для воды и неба. Необычный красный плащ Марии (а не традиционный синий) и белый головной убор выделяют её на фоне реки, в то время как сероватая одежда Иосифа контрастирует с зелёным и коричневым фоном лесистых холмов. На заднем плане виднеются городские строения с каждой стороны реки.
На пеньке справа языческая статуя выпала из святилища, когда семья проходила мимо, символизируя победу Христа над язычеством. Это был один из чудесных случаев, которые средневековая легенда добавила к короткой библейской истории. Ствол, упавший на дерево позади Марии, создаёт крест, предвещающий распятие. Две крошечных саламандры, символы зла, можно увидеть под фигурами (очень близко к нижнему краю).

## История
Картина подписана «BRVEGEL MDLXIII». Брейгель написал её для своего важного покровителя, кардинала Антуана Перрено де Гранвеля (1517—1586), важного администратора в Габсбургских Нидерландах. Картина упоминается в инвентаре 1607 года; это единственная картина, которую можно с уверенностью определить как принадлежащую ему. Позднее картиной владел художник Питер Пауль Рубенс, которому принадлежало десять или одиннадцать других произведений Брейгеля.
В 1939 году картина была куплена на аукционе Christie's в Лондоне графом Антуаном Зайлерном. В 1978 году вместе с другой картиной Брейгеля из коллекции Зайлерна «Христос и женщина, уличённая в прелюбодеянии» она была передана в дар Институту искусства Курто.